# Liste Schönhengster Persönlichkeiten
Hier werden die berühmten Persönlichkeiten gelistet, die im Schönhengstgau geboren wurden, der einst größten deutschen Sprachinsel innerhalb des tschechischen Sprachgebietes. Er war in die Kreise Zwittau, Mährisch Trübau, Landskron und Hohenstadt gegliedert und nach diesen Kreisen ist auch die Auflistung der Personen unterteilt.

## Landkreis Zwittau
Der Landkreis umfasste neben den Städten Zwittau und Brüsau noch 38 weitere Gemeinden.
| Name                 | Beruf                                                                  | Geburtsort         | Lebensdaten |
| -------------------- | ---------------------------------------------------------------------- | ------------------ | ----------- |
| Karl Koristka        | Mathematiker und Geodät                                                | Brüsau             | 1825–1905   |
| Eduard Schwoiser     | Historienmaler                                                         | Brüsau             | 1826–1902   |
| Irma Lang-Scheer     | Malerin                                                                | Brünnlitz          | 1901–1986   |
| Franz Polak          | römisch-katholischer Geistlicher                                       | Brüsau             | 1909–2000   |
| Kurt Felkl           | Uruloge und Generalarzt                                                | Brüsau             | 1918–2013   |
| Julie Schamberk      | Schauspielerin                                                         | Brüsau             | 1846–1892   |
| Franz Peschka        | Landwirt und Politiker                                                 | Abtsdorf           | 1856–1908   |
| Konstantin Mach      | Benediktiner und Komponist                                             | Brünnlitz          | 1915–1996   |
| Jakob Kolletschka    | Mediziner und Freund von Ignatz Semmelweis                             | Deutsch-Bielau     | 1803–1847   |
| Hubert Heger         | Maler                                                                  | Deutsch-Bielau     |             |
| Engelmar Unzeitig    | römisch-katholischer Priester, Bekenner und Märtyrer in der NS-Zeit    | Greifendorf        | 1911–1945   |
| Franz Glaser sen.    | Baumeister und Bürgermeister von Dornbach bei Wien                     | Laubendorf         | 1822–1885   |
| Stefan Kruschina     | römisch-katholischer Priester und Theologe                             | Laubendorf         | 1912–1991   |
| Konstantin Stoitzner | Maler                                                                  | Mährisch-Chrostau  | 1863–1933   |
| Ludwig Heger         | Mundartdichter                                                         | Ober-Heinzendorf   | 1885–1945   |
| Hugo Albrecht        | Politiker und Fabrikant                                                | Zwittau            | 1862–1920   |
| Hans-Christian Beck  | Generalmajor                                                           | Zwittau            | 1944–       |
| Johann Budig         | Reichsratsabgeordneter und Bürgermeister von Zwittau                   | Zwittau            | 1832–1915   |
| Maximilian Felzmann  | General des Zweiten Weltkriegs                                         | Zwittau            | 1894–1962   |
| Karl Fritscher       | römisch-katholischer Priester und „Apostel von Zwittau“                | Müglitz            | 1875–1945   |
| Wilhelm Gerlich      | Philosoph                                                              | Zwittau            | 1915–2001   |
| Maurus Haberhauer    | Theologe, Musikpedagoge und Komponist                                  | Zwittau            | 1746–1799   |
| Heinrich Hackenberg  | Politiker                                                              | Zwittau            | 1898–1951   |
| Emil Hantl           | Mitglied der Lagermannschaft des KZ Auschwitz                          | Mährisch-Lotschnau | 1902–1984   |
| Norbert Heger        | Archäologe                                                             | Zwittau            | 1939–       |
| Georg Anton Heintz   | Bildhauer des Barock                                                   | Zwittau            | 1698–1759   |
| Julius Hönig         | Politiker und Kreisleiter von Zwittau                                  | Zwittau            | 1902–1945   |
| Josef Horntrich      | Chirurg                                                                | Ketzelsdorf        | 1930–2017   |
| Franz Jesser         | Publizist und Politiker                                                | Zwittau            | 1869–1954   |
| Ingrid Kästner       | Medizinhistorikerin                                                    | Zwittau            | 1942–       |
| Erich Klimek         | Maler, Zeichner und Illustrator                                        | Zwittau            | 1936–       |
| Carl Lick            | Bürgermeister von Zwittau und Historiker                               | Zwittau            | 1859–1935   |
| Heidi Lück           | Politikerin                                                            | Zwittau            | 1943–       |
| Adolf Luser          | Verleger                                                               | Mährisch-Lotschnau | 1886–1941   |
| Alexander Makowsky   | Geologe                                                                | Zwittau            | 1833–1908   |
| Otto Neudert         | Maler und Grafiker                                                     | Zwittau            | 1906–1975   |
| Oswald Ottendorfer   | Revolutionär von 1848 und Verleger in New York                         | Zwittau            | 1826–1900   |
| Carolus Polodig      | römisch-katholischer Geistlicher                                       | Zwittau            | 1671–1714   |
| Eibe Riedel          | Jurist                                                                 | Zwittau            | 1943–       |
| Oskar Schindler      | Industrieller, Retter von 1200 Juden und „Gerechter unter den Völkern“ | Zwittau            | 1908–1974   |
| Karl Schmied         | buddhistischer Religionslehrer                                         | Zwittau            | 1933–2006   |
| Erwin Tragatsch      | Motorradjournalist und Historiker                                      | Zwittau            | 1916–1984   |
| Ruth von Truchseß    | Politikerin                                                            | Zwittau            | 1941–       |
| Konrad Trummler      | Vizeadmiral im Ersten Weltkrieg                                        | Zwittau            | 1864–1936   |
| Walter Tuschla       | Dirigent und Komponist                                                 | Zwittau            | 1938–2011   |
| Hans Tyderle         | Maler                                                                  | Zwittau            | 1926–       |
| Gustav Witlatschil   | Fußballspieler                                                         | Zwittau            | 1935–2018   |
| Hermann von Zeissl   | Dermatologe                                                            | Vierzighuben       | 1817–1884   |

## Landkreis Mährisch Trübau
Der Landkreis besaß neben der Stadt Mährisch Trübau 48 weitere Gemeinden.
| Name                       | Beruf                                              | Geburtsort      | Lebensdaten |
| -------------------------- | -------------------------------------------------- | --------------- | ----------- |
| Eduard Kasparides          | Maler                                              | Krönau          | 1858–1926   |
| Nikolaus von Dornspach     | Bürgermeister von Zittau                           | Mährisch Trübau | 1516–1580   |
| Carl Giskra                | Politiker                                          | Mährisch Trübau | 1820–1879   |
| Hermann Blodig             | Jurist, Ökonom und Hochschullehrer                 | Mährisch Trübau | 1822–1905   |
| Ludwig Vincent Holzmaister | Fabrikant und Mäzen                                | Mährisch Trübau | 1849–1923   |
| Karl Karafiat              | römisch-katholischer Geistlicher                   | Mährisch Trübau | 1866–1929   |
| Rudolf von Eichthal        | Schriftsteller und Musiker                         | Mährisch Trübau | 1877–1974   |
| Julius Schindler           | Unternehmer                                        | Mährisch Trübau | 1878–1941   |
| Hugo Hodiner               | Landschaftsmaler                                   | Mährisch Trübau | 1886–1945   |
| Walther Hensel             | Musikwissenschaftler                               | Mährisch Trübau | 1887–1956   |
| Hugo Herrmann              | zionistischer Schriftsteller                       | Mährisch Trübau | 1887–1940   |
| Ernst Peschka              | nationalsozialistischer Politiker                  | Mährisch Trübau | 1900–1970   |
| Josef Lidl                 | Graphiker, Autor, Musiker und Heimatkundler        | Mährisch Trübau | 1911–1999   |
| Karl Dittert               | Designer                                           | Mährisch Trübau | 1915–2013   |
| Friedrich Lang             | Pilot und Offizier                                 | Mährisch Trübau | 1915–2003   |
| Gert Wilden                | Komponist und Dirigent                             | Mährisch Trübau | 1917–2015   |
| Franz Kirchner             | Politiker der DDR und Oberbürgermeister von Weimar | Mährisch Trübau | 1919–2003   |
| Gerhard Pieschl            | Weihbischof von Limburg                            | Mährisch Trübau | 1934–       |
| Wolfgang Ehrenberger       | Informationswissenschaftler                        | Mährisch Trübau | 1941–       |
| Adolf Nowak                | Musikwissenschaftler und Hochschullehrer           | Mährisch Trübau | 1941–       |
| Wolfgang Bier              | Bildhauer                                          | Mährisch Trübau | 1943–1998   |
| Gernot Heger               | Mineraloge und Kristallograph                      | Mährisch Trübau | 1943–       |
| Franz Budig                | Politiker und Landwirt                             | Porstendorf     | 1870–1927   |
| Rudolf Grulich             | Theologe und Kirchenhistoriker                     | Runarz          | 1944–       |
| Franz Hodina               | Politiker                                          | Türnau          | 1877–1945   |
| Hans Knirsch               | Politiker                                          | Triebendorf     | 1877–1933   |
| Wenzel Müller              | Komponist und Kapellmeister                        | Türnau          | 1759–1835   |
| Franz Spina                | Politiker                                          | Türnau          | 1868–1938   |

## Landkreis unbekannt
- Karl-Heinz Soukal (* 1940), deutscher Brigadegeneral